# Schusterterzen

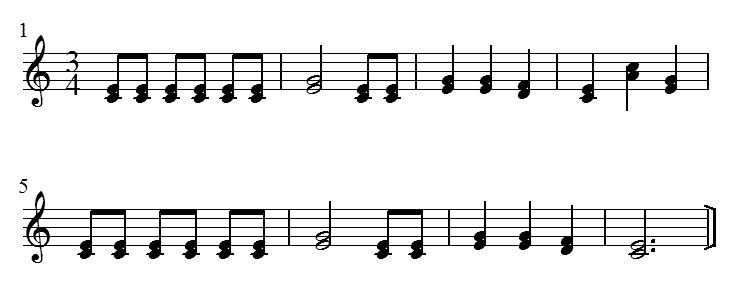
Beispiel für Schusterterzen im Liedrefrain: „Drunten in der grünen Au“

Schusterterzen bezeichnet in der Musik eine spezielle Art der Begleitung. Dabei wird zu einer Melodie eine zweite Stimme hinzugefügt, die eine Terz unter dem Melodieton liegt. 
Ob die Schusterterz eine „große“ oder eine „kleine“ Terz ist, bestimmt die Lage des erklingenden Intervalls in der entsprechenden Begleitharmonie.
Damit eine Melodie kontinuierlich harmonisch sinnvoll mit Terzen begleitet werden kann, darf der Melodieton nicht der Grundton der Begleitharmonie sein (beispielsweise möglich beim Refrain des Liedes Drunten in der grünen Au). 
Wird jedoch der Begleitharmonie zusätzlich zur Quinte eine große Sexte hinzugefügt (sixte ajoutée), so kann auch der Grundton dieser Harmonie Teil der Melodie sein.  